# Спурий Фурий Медуллин (военный трибун 400 года до н. э.)
Спурий Фурий Медуллин (лат. Spurius Furius Medullinus; V—IV века до н. э.) — римский политический деятель из патрицианского рода Фуриев, один из шести военных трибунов с консульской властью 400 года до н. э. О его деятельности на этом посту источники ничего не сообщают.
Согласно консульским фастам, у отца Спурия Фурия был преномен Луций. Возможно, его сыном был ещё один Луций Фурий Медуллин, военный трибун с консульской властью 381 года до н. э.